# Audubon Park (Kentucky)
Audubon Park – miasto w Stanach Zjednoczonych, w stanie Kentucky, w hrabstwie Jefferson.